# Luna E-3 No.1
A Luna E-3 No.1, (identificada pela NASA como Luna 1960A), foi a primeira de uma série de duas missões usando a plataforma E-3, para o Programa Luna (um projeto soviético), tinha como objetivo, efetuar voos de aproximação com a Lua e obter fotos do seu lado oculto.
A Luna E-3 No.1 foi lançada as 15:06:45 UTC de 15 de Abril de 1960, por um foguete Luna, a partir da plataforma 1/5 do cosmódromo de Baikonur.
Por uma falha no processo de abastecimento, o estágio superior do tipo Bloco-E, foi abastecido apenas pela metade e cortou prematuramente, impedindo que a espaçonave atingisse a órbita pretendida.